# Ny Nibevej
 Ny Nibevej  er en to-sporet motortrafikvej, der går fra Skalborg i Aalborg til Sønderholm, og er en del af sekundærrute 187, der går imellem Aalborg og Hvalpsund.
Vejen starter i Indkildevej i Skalborg og føres derefter mod vest. Den passerer Bygaden, hvor der er et vestvendt tilslutningsanlæg. 
Vejen føres derefter videre og passerer Kærvedgårdvej, hvorfra der er forbindelse til Frejlev. 
Derefter fortsætter vejen og går igennem Restrup Skov og passerer derefter Restrup Kærvej/Restrup Engvej, hvorfra der er forbindelse til St. Restrup, Nørholm og Restrup Enge. 
Derefter passerer den Nyrupvej og Vestervej, hvorfra der er forbindelse til Sønderholm og Kiltgårds Fiskeleje. Motortrafikvejen føres nord om landsbyen Sønderholm og ender derefter i Nibevej og fortsætter som almindelig landevej sekundærrute mod Nibe. 
| Trafik | Spire Denne trafikartikel er en spire som bør udbygges. Du er velkommen til at hjælpe Wikipedia ved at udvide den. |

57°00′41″N 9°47′36″Ø / 57.0115°N 9.7932°Ø
|  | Denne artikel om lokaliteten Ny Nibevej kan blive bedre, hvis der indsættes et (bedre) billede. Du kan hjælpe ved at afsøge Wikimedia Commons for et passende billede eller lægge et op på Wikimedia Commons med en af de tilladte licenser og indsætte det i artiklen. |